# Posa Bár-Kalán
Posa Bár-Kalán (in ungherese Bár-Kalán nembeli Pósa; ... – tra il 1222 e il 1255) fu un nobile ungherese che ricoprì la carica di giudice reale per un breve periodo nel 1222 sotto Andrea II d'Ungheria.
Legato al ramo Sáp della famiglia dei Bár-Kalán, era il figlio di Nana I e probabilmente aveva due fratelli, Pietro e Gregorio. Posa sposò in prime nozze Elisabetta della famiglia dei Győr, figlia del palatino Pat Győr, e la coppia diede alla luce Nana II (marito della figlia del palatino Mojs I), e due figlie, tra cui Lucia, la quale sposò Vejte II, il figlio di Vejte Csanád. La seconda moglie di Posa fu una figlia ignota di Héder II Héder e dal loro matrimonio nacque un figlio, Gualtiero.
Lo storico Mór Wertner lo ha associato a un certo Posa che ricoprì la carica di bano di Slavonia nel 1216, presto sostituito dal suo lontano parente Bánk Bár-Kalán. Essendo stato in precedenza un fedele sostenitore di re Emerico, la sua cerchia aristocratica assunse ampio potere quando costrinse Andrea II a emanare la Bolla d'oro del 1222, la quale riconobbe vari diritti in capo a loro. Fu eletto giudice reale, oltre a ricoprire la carica di ispán del comitato di Borsod e di Csanád. Tuttavia, presto Posa e altri sostenitori di Emerico persero la propria influenza, finendo sostituito da Lorenzo Atyusz come giudice reale e assistendo all'allontanamento da ogni incarico politico-amministrativo. Posa morì tra il 1222 e il 15 marzo 1255. Mór Wertner identificò con lui un certo Pous, che fu ispán del comitato di Bihar dal 1223 al 1224. Nel 1255, Giacomo e Lorenzo Héder recuperarono con successo la dote della loro sorella vedova di Posa dal figlio del defunto, Nana.